# (469372) 2001 QF298
(469372) 2001 QF298, tạm thời gọi là 2001 QF298 là một thiên thể cộng hưởng ngoài sao Hải Vương nằm tại vành đai Kuiper ở vùng ngoài cùng của Hệ Mặt Trời. Nó được khám phá vào ngày 19 tháng 8 năm 2001 bởi Marc W. Buie. 2001 QF298 là một plutino, nghĩa là nó bị khóa trong quỹ đạo cộng hưởng 3:2 với Sao Hải Vương, giống như Sao Diêm Vương.

## Đặc điểm vật lý
Vào năm 2012, kích thước của 2001 QF298 được ước tính dựa trên dữ liệu bức xạ nhiệt thu được bằng Kính viễn vọng không gian Herschel. Kết quả thu được là 408,2 + 40,2
− 44,9  km. Trong ánh sáng nhìn thấy, vật thể có màu trung tính hoặc hơi đỏ.

## Ứng cử viên hành tinh lùn
Khi được phát hiện lần đầu tiên,  2001 QF298 được tính toán có cấp sao tuyệt đối (H) là 4,7. Phân tích biên độ đường cong ánh sáng từ năm 2008 chỉ cho thấy những sai lệch nhỏ, điều này cho thấy rằng  2001 QF298 có thể là một hình cầu có đường kính khoảng 480 km (300 mi) với các điểm phản chiếu nhỏ và do đó là một hành tinh lùn.  Nó không có trong danh sách các ứng cử viên hành tinh lùn từ năm 2010 của cùng các tác giả bởi vì  2001 QF298 có cấp sao tuyệt đối là 5,4 và suất phản chiếu giả định là 0,1, nó sẽ nhỏ hơn kích thước giới hạn là 450 km (280 mi)  (các tiêu chí tương tự như trong bài báo đầu tiên).